# The Sullivans
The Sullivans (ou The Fighting Sullivans) é um filme norte-americano de 1944, do gênero drama, dirigido por Lloyd Bacon e estrelado por Anne Baxter e Thomas Mitchell.

## Notas sobre a produção

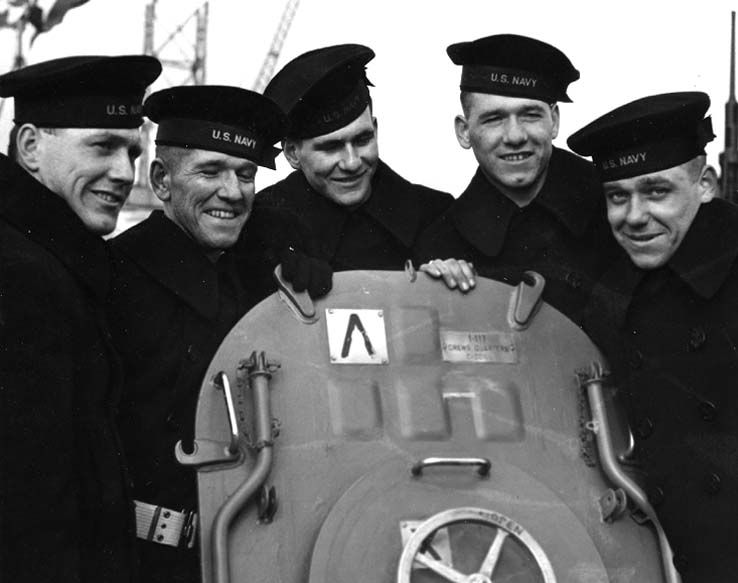
Joe, Frank, Al, Matt e George:
os irmãos Sullivan a bordo
do USS Juneau